# Herbert Bessel
Herbert Bessel (* 1921 in Hamburg; † 25. März 2013 in Rasch (Altdorf bei Nürnberg)) war ein deutscher Maler und Grafiker.

## Werdegang
Herbert Bessel wurde nach dem Abitur 1941 zum Kriegsdienst eingezogen. Nach Kriegsende nahm er 1946  ein Studium als Zeichner und Maler an der Landeskunstschule in Hamburg-Lerchenfeld auf und belegte dort Zeichenkurse bei Willem Grimm. Weitere Anregungen erfuhr er als Atelierschüler von Erich Wessel. Von 1947 bis 1954 studierte er an der Akademie der bildenden Künste Nürnberg, u. a. in der Meisterklasse für Wandmalerei und figürliche Komposition bei Otto Michael Schmitt.  In den fünfziger Jahren machte er sich mit der Gestaltung von Kirchenausstattungen und Kunst am Bau einen Namen. Seit 1964 lebte und arbeitete Herbert Bessel in seinem Atelierhaus in Rasch (Altdorf bei Nürnberg). Am 25. März 2013 ist Bessel im Alter von 91 Jahren gestorben.

## Werk
Neben der Malerei erschloss sich Bessel zunächst die Techniken des Mosaiks und des Terrakottareliefs. Waren die frühen Arbeiten meist noch figurativ konzeptioniert, trat ab 1962 mit zunehmender Erfahrung die Abstraktion in den Vordergrund. In der Gestaltung farbiger Glasfenster erreichte er eine Meisterschaft, die ihn zu einem gefragten Auftragskünstler in diesem Sujet werden ließ. Rund 40 verschiedene monumentale  Glasarbeiten finden sich in Süddeutschland.  Für den privaten Raum gestaltete Bessel Kabinettscheiben – autonome Glasbilder, die vor ein Fenster gehängt werden können. Für die Nürnberger Gobelin-Manufaktur entwarf er insgesamt acht Tapisserien. Seit 1972 hatte Herbert Bessel ein umfangreiches druckgrafisches Oeuvre geschaffen. Die Museen der Stadt Nürnberg und das Kunstmuseum Bayreuth bewahren größere Konvolute von Druckgrafik. Eine Ausstellung im historischen Rathaus Altdorf, die 2011 von der Stadt zu Ehren des 90. Geburtstags des Künstlers ausgerichtet worden war, galt dem malerischen Spätwerk Herbert Bessels.

## Ausstellungen (Auswahl)
- 2012 „Bilder und Zeichnungen“, Kreisgalerie Nürnberg; „9+1“, Kunstprojekt Karlshof, Ellingen
- 2011 „Zum 90ten Geburtstag“, Kulturrathaus Altdorf
- 2011 „Bilder und Grafiken“, Blindeninstitut am Dachsberg, Rückersdorf
- 2010 „Zeitsprung“, Foyer des Klinikums Neumarkt/Opf.; „Malerei und Grafik“, Galerie Lutz, Nürnberg
- 2009 „Malerei“, Kunsthalle Schweinfurt
- 2008 „Malerei und Grafik“, Kunsthalle im Historischen Reitstadl, Neumarkt/Opf.
- 2006 „Malerei und Grafik“, Kreisgalerie Nürnberg
- 2004 „Zeichen des Übergangs“, Kunstmuseum Bayreuth
- 1979 „Herbert Bessel“, Galerie Henning, Hamburg (Katalog); Galerie Weigl, Nürnberg
- 1978 Galerie Strunk-Hilgers, Mönchen-Gladbach
- 1977 Kunstverein Heilbronn
- 1976 Goethe-Institut Helsinki; Museum Turku; Kunsthalle Malmö; Galerie m. d. blauen Tür, Erlangen
- 1975 Overbeck-Gesellschaft Lübeck
- 1974 Paula Becker-Modersohn-Haus, Bremen; Hans Thom-Gesellschaft, Reutlingen
- 1972 Kunstverein Erlangen, Palais Stutterheim
- 1966 Galerie Defet, Nürnberg